# Ruetz
Die Ruetz [ruət͡s] ist ein rund 35 km langer linker Nebenfluss der Sill in Tirol, der das Stubaital entwässert.

## Verlauf

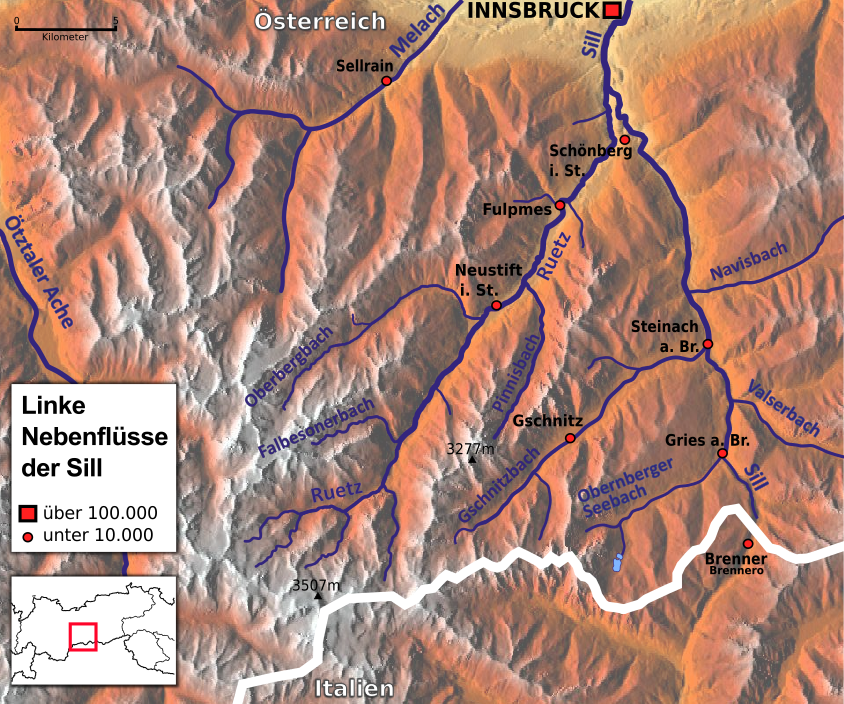
Flussverlauf der Ruetz

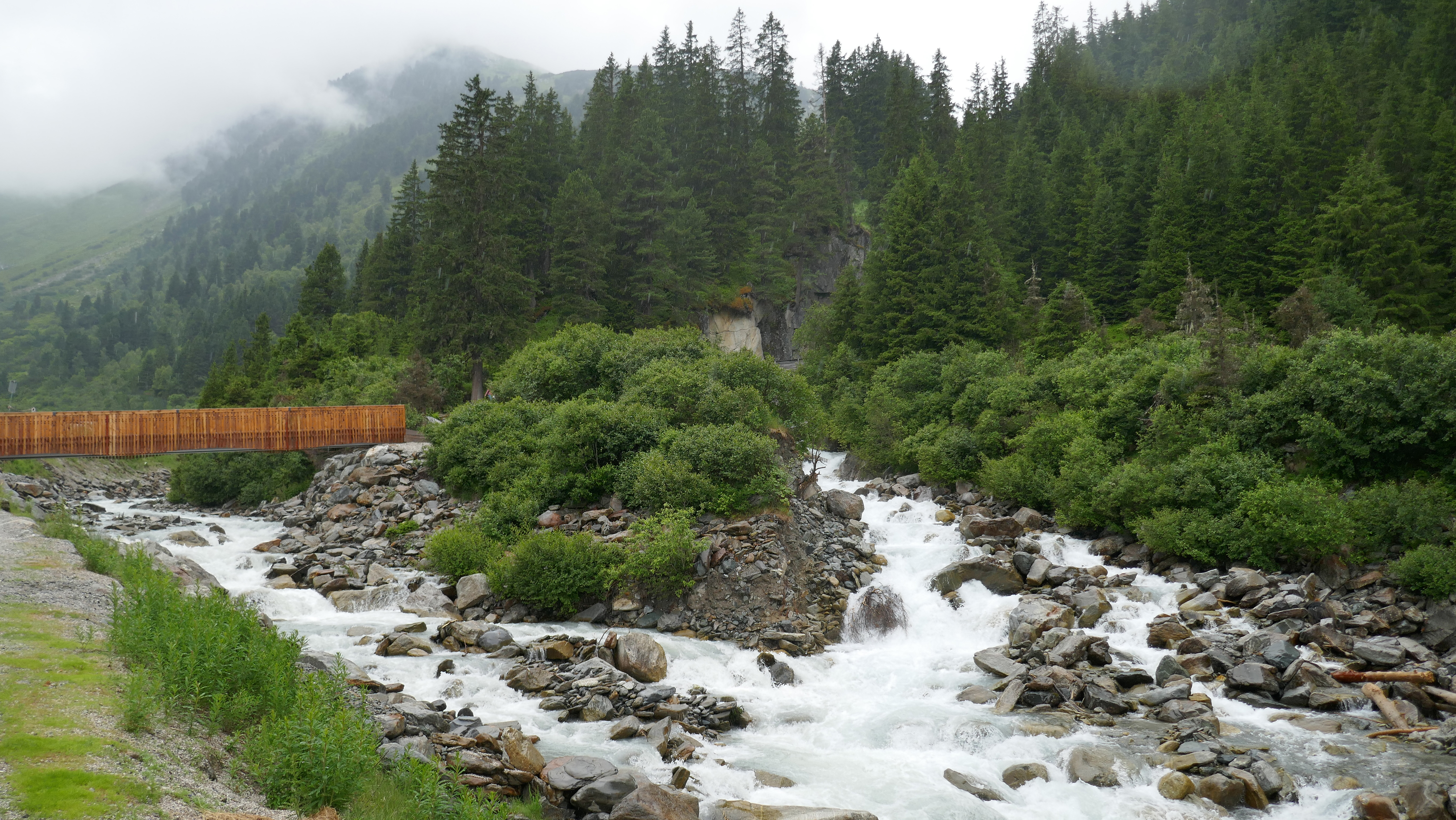
Fernaubach (links) und Mutterbergbach (rechts) bilden die Ruetz

Die Ruetz entsteht nahe dem Alpenhauptkamm aus dem Zusammenfluss von Fernaubach und Mutterbergbach bei der Mutterbergalm, direkt an der Talstation des Schigebietes Stubaier Gletscher. Die Quellbäche werden von den Gletschern am Hauptkamm der Stubaier Alpen gespeist. Die Ruetz fließt in nordöstlicher Richtung zunächst durch das Unterbergtal, den obersten Abschnitt des Stubaitales, nimmt zwischen Milders und Neustift den Oberbergbach von links und bei Neder den Pinnisbach von rechts auf. Anschließend passiert sie Fulpmes, wo der Schlickerbach von links einmündet. Unterhalb von Fulpmes hat sich die Ruetz tief in den alten Talboden, auf dem Telfes und Mieders liegen, eingeschnitten. Bei Schönberg im Stubaital wendet sie sich nach Norden und fließt in einer engen Schlucht parallel zur Sill. Nachdem die Ruetz die Stephansbrücke unterquert hat, mündet sie kurz darauf im Wipptal in die Sill. An der Mündung treffen die Gemeindegebiete von Schönberg, Mutters und Innsbruck zusammen.
Bis zum Zusammenfluss von Fernaubach und Mutterbergbach misst die Ruetz 34,7 km, mit dem Daunkogelfernerbach als längstem Quellbach kommt sie auf eine Länge von 38,8 km und einen Höhenunterschied von rund 2000 m.

## Einzugsgebiet und Wasserführung
Die Ruetz hat ein natürliches Einzugsgebiet von 321 km², davon sind (Stand 2007) 24,6 km² (7,7 %) vergletschert. Durch die Ableitung des Alpeiner Baches, des Oberlaufs des Oberbergbaches, in den Speicher Längental der Kraftwerksgruppe Sellrain-Silz ist das wirksame Einzugsgebiet um 23,7 km² reduziert. Der höchste Punkt im Einzugsgebiet ist das Zuckerhütl mit 3507 m ü. A.
Der mittlere Abfluss am Pegel Krößbach, 20 km oberhalb der Mündung, beträgt 5,31 m³/s, was einer Abflussspende von 41,6 l/s·km² entspricht. Die Ruetz weist ein nivo-glaziales Abflussregime mit einer starken Amplitude auf, das wesentlich durch die Schnee- und Gletschereisschmelze beeinflusst wird. In den Wintermonaten ist der Abfluss am geringsten, im Frühjahr steigt er deutlich an und erreicht im Sommer seinen Höhepunkt, bevor er im Herbst wieder rasch zurückgeht. Das Monatsmittel des abflussreichsten Monats Juli ist mit 14,2 m³/s mehr als 24 mal so hoch wie das des abflussärmsten Monats Februar mit 0,58 m³/s.
Der mittlere Abfluss in Fulpmes, 8,2 km oberhalb der Mündung, beträgt 9,52 m³/s, bei einer Abflussspende von 33,8 l/s·km².
Die Ruetz war bis zu ihrer Verbauung ein gefürchteter Wildwasserfluss und richtete insbesondere im Gemeindegebiet von Neustift im Stubaital mehrmals verheerende Schäden an, letztmals im Jahr 1987. Über die Sill waren die Auswirkungen gelegentlich bis ins Inntal spürbar.

## Wirtschaftliche Nutzung
Von 1912 bis 1983 wurde das Wasser der Ruetz von Fulpmes über einen Aquädukt nach Schönberg und von dort durch eine Druckleitung zum Ruetzkraftwerk geleitet, um Bahnstrom zu erzeugen. Seit 1983 erzeugt ein Schachtkraftwerk in Fulpmes Strom für die ÖBB, unter anderem zur Energieversorgung der Brennerbahn.

## Umwelt
Die Ufer sind von Ranalt bis Fulpmes durchgehend verbaut, in diesem Bereich ist auch die Gewässersohle teilweise befestigt. Im Oberlauf und in der Schluchtstrecke von Mieders bis zur Mündung verläuft der Fluss etwas naturnäher. Die Ruetz weist im gesamten Verlauf Gewässergüteklasse I–II auf.

## Etymologie
Die Ruetz wird erstmals um 1250 als Rutzein erwähnt, 1383 als daz wazzer in Stubay der Ruseinbach. Im Jagdbuch Kaiser Maximilians heißt sie das Wasser genannt Ruetz, in seinem Fischereibuch hingegen nach dem Tal Stubacher Bach. 
Es gibt mehrere Deutungen des Namens, er wird u. a. mit grödnerisch roia („Wildbach“) und welschtirolerisch roza („Kanal“) in Verbindung gebracht oder von ruezzan („wühlen“) abgeleitet.